# Ка Поца (Виченца)
Ка Поца је насеље у Италији у округу Виченца, региону Венето.
Према процени из 2011. у насељу је живело 30 становника. Насеље се налази на надморској висини од 29 м.